# Quasi-Park Narodowy Hida-Kisogawa
Quasi-Park Narodowy Hida-Kisogawa (jap. 飛騨木曽川国定公園 Hida-Kiso-gawa Kokutei Kōen) – quasi-park narodowy w regionie Chūbu, na Honsiu, w Japonii.
Park obejmuje tereny usytuowane w prefekturach: Gifu oraz Aichi, o łącznym obszarze 180,75 km².
W granicach parku znajdują się m.in.: gorące źródła w Gero, chram Momotarō-jinja, zamek Inuyama, sztuczny zbiornik Iruka, przełom o długości 12 km na rzece Hida, rzeka Kiso oraz tama i sztuczne jezioro Matsuno.
Park jest klasyfikowany jako chroniący krajobraz (kategoria V) według Międzynarodowej Unii Ochrony Przyrody.
Obszar ten został wyznaczony jako quasi-park narodowy 28 grudnia 1970 roku. Podobnie jak wszystkie quasi-parki narodowe w Japonii, jest zarządzany przez samorząd lokalny prefektury.